# Caroline Lucas
Caroline Lucas (1962) es una deportista británica que compitió en remo. Ganó una medalla de bronce en el Campeonato Mundial de Remo de 1988, en la prueba de doble scull ligero. Su sobrina Emily Craig  es parte del equipo británico de remo ligero.

## Trayectoria
Lucas se aficionó al remo cuando fue a la Universidad de Bangor, al Norte de Gales, a estudiar inglés e italiano. Durante su segundo año, recuerda: «Había unos cazatalentos rondando por los clubes universitarios y decían que tenía muy buena pinta, pero les expliqué que estaba a punto de ir a Italia para el tercer año de mi carrera, así que me dijeron que contactara con Thor Nielsen (el gurú del coaching), quien entrenaba allí en ese momento. Lo hice, y me sugirió ir a Roma en lugar de a Siena, donde iban la mayoría de mis compañeros».
Después de haber remado sólo en grupos de cuatro en Bangor, se cambió al sculling en Roma, en parte porque los italianos preferían el sculling a la modalidad de remo con cuatro remos, y también porque era la única mujer en el club al que se unió.
La federación italiana de remo la envió a al club Circolo Canottieri Aniene, en Roma. Donde tenía un entrenador profesional (algo poco común en aquella época). Así que pasó el año, y en cuanto terminó la carrera en Bangor, al año siguiente, volvió directamente a Roma.

## Trayectoria internacional de remo
En 1986, viajó con el equipo italiano a la Regata Internacional de Nottinghamshire, donde terminó seis segundos por detrás de Beryl Crockford en la prueba de scull ligero individual, aunque ambas fueron superadas por la remera ligera belga seleccionada. Su conexión con el equipo británico surgió a través de Thor Nielsen, a quien la directora de remo internacional de Gran Bretaña, Penny Chuter, describe como su principal mentor. Tras un buen desempeño en el agua y en una prueba ergonómica, fue seleccionada como remera ligera británica para el Campeonato Mundial de 1987.
Durante la temporada de 1987, Caroline empezó a salir con su entrenador, Riccardo Dezi, y fueron juntos a todas las regatas internacionales de principios de temporada por Europa. Sin embargo, el Campeonato Mundial de 1987 en Copenhague se convirtió en una farsa, arruinado por las terribles e injustas condiciones durante la final. Casi decidió rendirse después de eso, pero Bill Mason (quien estaba a cargo de los pesos ligeros femeninos de Gran Bretaña en 1988) le sugirió probar un doble, lo cual hizo, ganando la medalla de bronce en el Campeonato Mundial de 1988 en los dobles ligeros con Gill Bond, quien la describió en la revista Rowing como "con talento natural". Gill Bond no pudo competir en 1989 tras una cirugía de espalda, y Caroline regresó al individual ligero, pero esta vez no llegó a la final principal y terminó décima.

## Palmarés internacional
| Campeonato Mundial | Campeonato Mundial | Campeonato Mundial | Campeonato Mundial |
| Año                | Lugar              | Medalla            | Prueba             |
| ------------------ | ------------------ | ------------------ | ------------------ |
| 1988               | Milán (Italia)     | Medalla de bronce  | Doble scull ligero |